# Мю Геркулеса
Мю Геркулеса (лат. μ Herculis), 86 Геркулеса (лат. 86 Herculis) — кратная звезда в созвездии Геркулеса на расстоянии (вычисленном из значения параллакса) приблизительно 27 световых лет (около 8,3 парсек) от Солнца. Возраст звезды определён как около 7,55 млрд лет.

## Характеристики
Первый компонент (HD 161797Aa) — жёлтый субгигант спектрального класса G5IV, или G5. Видимая звёздная величина звезды — +3,42m. Масса — около 1,11 солнечной, радиус — около 1,704 солнечных, светимость — около 2,557 солнечных. Эффективная температура — около 5596 K.
Второй компонент — коричневый карлик. Масса — около 29,13 юпитерианских. Удалён в среднем на 1,583 а.е..
Третий компонент (HD 161797Ab) — красный карлик спектрального класса M. Видимая звёздная величина звезды — +12,7m. Масса — около 0,17 солнечной. Орбитальный период — около 21600 суток (59,138 года). Удалён на 1,8 угловой секунды (18,03 а. е.).
Четвёртый компонент (HD 161797B) — красный карлик спектрального класса M3,1, или M3,5V, или M3,7, или M4. Видимая звёздная величина звезды — +10,2m. Масса — около 0,39 солнечной, радиус — около 0,378 солнечного, светимость — около 0,087 солнечной. Эффективная температура — около 4050 K. Удалён на 35,5 угловых секунды (296,45 а. е.).
Пятый компонент (HD 161797C) — красный карлик спектрального класса M. Видимая звёздная величина звезды — +10,7m. Масса — около 0,33 солнечной. Орбитальный период вокруг четвёртого компонента — около 43,2 года. Удалён от четвёртого компонента на 0,6 угловой секунды.
Шестой компонент (UCAC2 41560249) — красный карлик спектрального класса M5V. Видимая звёздная величина звезды — +12,33m. Масса — около 0,18 солнечной, радиус — около 0,24 солнечного, светимость — около 0,784 солнечной. Эффективная температура — около 5287 K. Удалён от первого компонента на 321,1 угловых секунды, от четвёртого компонента на 335 угловых секунд.

## Описание
Система μ Геркулеса состоит из трёх компонент, главная из которых, компонента А, обращается вокруг общего центра масс наравне с парой В и С. Расстояние между компонентой А и парой ВС составляет около 286 а. е. (34,0"). В свою очередь, компоненты В и С разделены между собой средним расстоянием 11,4 а. е. Поскольку их орбита является эллиптической (e=0,18), то эта цифра колеблется между 9,4 и 13,5 а. е. Полный оборот вокруг общего центра масс звёзды В и С совершают за 43,2 года.

### μ Геркулеса A
Главная компонента представляет собой жёлтый субгигант с массой, практически равной массе Солнца. Её диаметр оценивается в 1,77—1,86, а светимость в 2,2—2,7 солнечных. Используя спектрограф SARG с решёткой Эшелле, группа итальянских астрономов обнаружила у звезды колебания в спектре, практически идентичные солнечным. Вокруг компоненты А, возможно, обращается массивный звёздный либо субзвёздный объект.

### μ Геркулеса B
Компонента В относится к классу красных карликов главной последовательности. Её масса и диаметр приблизительно равны 31 % и 48 % солнечных соответственно. Это чрезвычайно тусклая звезда со светимостью, эквивалентной 5/1000 солнечной светимости. Обитаемая зона, то есть зона, пригодная для землеподобных планет с водой в жидком состоянии, возле неё будет в пределах 0,5 а. е. с орбитальным периодом 8 суток.

### μ Геркулеса C
Третья звезда в системе является тусклым и относительно холодным красным карликом, по своим характеристикам похожим на компоненту В. Масса и диаметр звезды равны 31 % и 25 % солнечных соответственно.

### μ Геркулеса D
Астрометрический анализ данных говорит о возможном присутствии четвёртого массивного объекта в системе μ Геркулеса. По мнению одних исследователей, это должна быть звезда массой в 1,2 массы Солнца, которая обращается вокруг главного компонента А на расстоянии 17,2 а. е., и орбитальный период которой должен составлять 65 лет. По мнению других, это должен быть коричневый карлик, или даже сверхмассивная юпитероподобная планета, однако чётких свидетельств в пользу той либо другой гипотезы пока не было найдено.

## Ближайшее окружение звезды
μ Геркулеса принадлежит к движущейся группе звёзд Вольф 630 — одной из самых многочисленных групп, находящихся в нашей Галактике. Следующие звёздные системы находятся на расстоянии в пределах 10 световых лет от системы μ Геркулеса:
| Звезда           | Спектральный класс | Расстояние, св. лет |
| BD+18 3421       | M0 V               | 4,5                 |
| G 184-19         | M4,5 V / M4,5 V    | 6,5                 |
| Вега             | A0 V               | 7,3                 |
| BD+25 3173       | M2 V               | 8,5                 |
| BD+33 2777       | K7 V               | 8,6                 |
| G 203-47         | M3,5 V             | 8,6                 |
| BD+43 2796       | M3,5 V             | 8,7                 |
| G 169-29         | M V                | 8,9                 |
| AC+20 1463-148 A | M2 V-VI            | 9,6                 |
| AC+20 1463-148 B | M2 V-VI            | 9,8                 |